# Микеш, Адольф
Адольф Микеш (чеш. Adolf Mikeš; 23 декабря 1864, Градец-Кралове — 26 мая 1929, Прага) — чешский музыкальный педагог.
В 1884 г. поступил на факультет права Карлова университета, с 1885 г. учился в Пражской академии художеств, затем в 1886—1887 гг. в Венской академии изобразительных искусств. Вернувшись в Прагу, решил всё же посвятить себя музыке, учился у Индржиха Каана (фортепиано) и Йозефа Клички (орган). Некоторое время работал у Каана ассистентом. В 1896 г., после неудачной попытки получить место преподавателя в Пражской консерватории, основал собственную клавирную школу в Пльзене, в 1903 г. перевёл её в Прагу; учениками Микеша были известные в дальнейшем музыканты: Отакар Острчил, Роман Веселы, Ян Гержман. В 1920—1928 гг. преподавал в Высшей школе Пражской консерватории. В целом своей педагогической карьерой Микеш завоевал репутацию экспериментатора и теоретика, стремившегося к прояснению акустических и психологических основ работы пианиста, — в противоположность другому ведущему педагогу этого времени Вилему Курцу, стоявшему на чисто эмпирических и практических позициях.